# Poyols
Poyols é uma comuna francesa na região administrativa de Auvérnia-Ródano-Alpes, no departamento de Drôme. Estende-se por uma área de 13,35 km². Em 2010 a comuna tinha 72 habitantes (densidade: 5,4 hab./km²).